# Lachlan Tame
Lachlan Tame (* 14. November 1988 in Gosford) ist ein australischer Kanute.

## Karriere
Lachlan Tame sicherte sich seinen ersten internationalen Medaillengewinn bei den Weltmeisterschaften 2014 in Moskau, als er mit Ken Wallace im Zweier-Kajak über 1000 Meter die Silbermedaille gewann. Noch erfolgreicher verliefen ein Jahr darauf die Weltmeisterschaften in Mailand. Mit Wallace wurde er im Zweier-Kajak auf der 500-Meter-Strecke Weltmeister und auf der 1000-Meter-Strecke belegten die beiden zudem wie schon im Vorjahr den zweiten Platz.
Bei den Olympischen Spielen 2016 in Rio de Janeiro trat er ebenfalls mit Ken Wallace in der 1000-Meter-Konkurrenz mit dem Zweier-Kajak an. Mit über sieben Sekunden Rückstand wurden sie zunächst hinter den Serben Marko Tomićević und Milenko Zorić im Vorlauf Zweite. In ihrem Halbfinallauf gelang ihnen im Anschluss mit 3:16,635 Minuten die schnellste Rennzeit aller im Halbfinale startenden Teams und erreichten dadurch den Endlauf. Im Finale waren sie mit 3:12,593 Minuten nochmals schneller, wobei sowohl die Deutschen Max Rendschmidt und Marcus Gross als auch Tomićević und Zorić vor den Australiern das Ziel erreichten. Der dritte Platz bedeutete für Lachlan und Wallace der Gewinn der Bronzemedaille.
Tame ist Mitglied der Hall of Fame von Surf Life Saving Australia. Er hatte vor der Aufnahme mehrere Meisterschaften im Rettungssport gewonnen.